# Reugny (Allier)
Reugny é uma comuna francesa na região administrativa de Auvérnia-Ródano-Alpes, no departamento Allier. Estende-se por uma área de 7,74 km². Em 2010 a comuna tinha 254 habitantes (densidade: 32,8 hab./km²).

## Património
- Priorado de Reugny